# Скрабске
Скрабске (словац. Skrabské) — село и одноимённая община в округе Вранов-над-Топлёу Прешовского края Словакии.

## История
Впервые упоминается в 1321 году.
В селе есть римо-католический костел с 1753 года в стиле классицизма на месте более старой крепости и дом с половины 19 века перестроена в начале 20 века.

## Население
| Год:                | 1994 | 2004     | 2014    | 2024    |
| ------------------- | ---- | -------- | ------- | ------- |
| Количество человек: | 638  | 733      | 786     | 773     |
| Разница:            |      | +14,89 % | +7,23 % | −1,65 % |

Национальный состав населения (по данным последней переписи населения 2001 года):
- словаки — 99,85 %,
- цыгане — 0,15 %.

Состав населения по принадлежности к религии состоянию на 2001 год:
- римо-католики — 86,26 %,
- греко-католики — 7,89 %,
- протестанты — 4,82 %,
- не считают себя верующими или не принадлежат к одной конфессии — 1,02 %.